# Bisbat de Terrassa

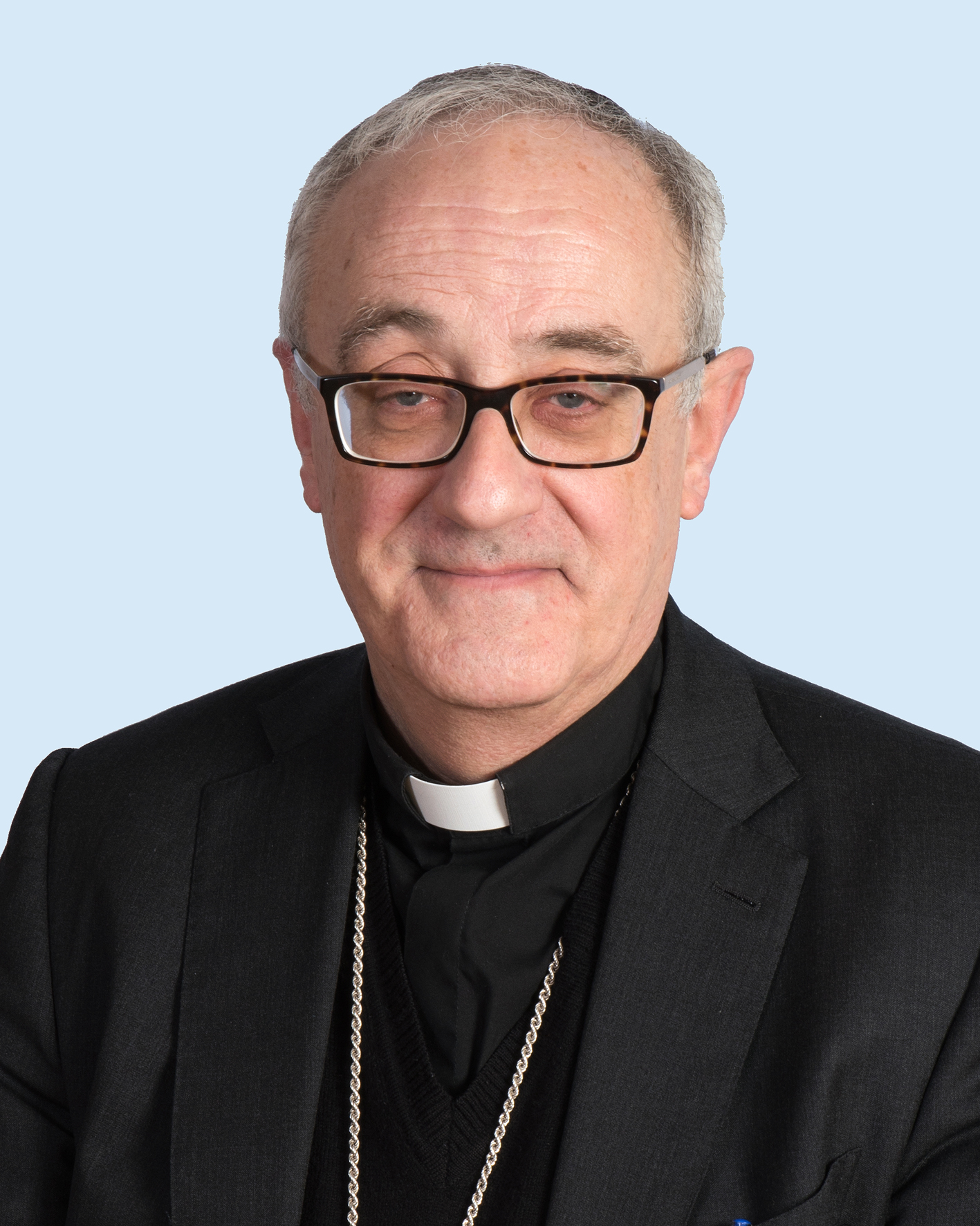
Salvador Cristau i Coll, bisbe de Terrassa des del 3 de desembre del 2021

El bisbat de Terrassa és una de les dues noves diòcesis catalanes que el Vaticà va crear el 15 de juny de l'any 2004 com a segregació de l'arquebisbat de Barcelona (l'altra correspon al bisbat de Sant Feliu de Llobregat), i utilitza la basílica del Sant Esperit com a seu catedralícia.
El bisbe de la diòcesi és monsenyor Salvador Cristau i Coll des del 3 de desembre del 2021. Cristau substitueix el primer bisbe de Terrassa, monsenyor Josep Àngel Saiz Meneses, proclamat arquebisbe de Sevilla l'abril del 2021.
No és la primera vegada que Terrassa és seu d'un bisbat. A mitjan segle v, l'any 450, ja hi havia el bisbat d'Ègara, on se celebrà l'any 614 el concili provincial de la Tarraconense, i que va perdurar fins a la invasió sarraïna, el 718. La seu de l'antic bisbat d'Ègara es trobava on avui hi ha el conjunt monumental de les esglésies de Sant Pere. Abastava bona part del territori del bisbat actual i s'endinsava també pel Baix Llobregat, l'Anoia i l'Alt Penedès. De l'antiga diòcesi egarenca, cal destacar-ne els bisbes Ireneu i Nebridi. Malgrat la creació del bisbat de Terrassa, es manté encara el bisbat titular d'Ègara.
El territori del bisbat s'estén per les comarques del Vallès Occidental (excepte Castellbisbal, Gallifa, Rellinars i Sant Llorenç Savall) i el Vallès Oriental (excepte el Figueró i Montmany, Sant Feliu de Codines i Tagamanent), més el barri barceloní de les Planes, i cobreix una superfície de 1.197,1 km² i una població d'1.205.342 habitants el 2005. S'organitza en 11 arxiprestats, que comprenen 124 parròquies.

## Arxiprestats
- Montcada

Conté set parròquies, entre les quals, les de Cerdanyola del Vallès, Montcada i Reixac i Ripollet. L'arxipreste és Marcos Aceituno Donoso.
- Sant Cugat

Conté cinc parròquies, entre les quals, les de Bellaterra, les Planes, Sant Cugat del Vallès i Valldoreix. L'arxipreste és Josep Maria Manresa Lamarca.
- Terrassa

Conté 16 parròquies, entre les quals les de Matadepera, Terrassa, Ullastrell i Viladecavalls. L'arxipreste és Mn. Josep Esplugas Capdet.
- Rubí

Conté cinc parròquies, totes a Rubí. L'arxipreste és Joaquim Messeguer García.
- Sabadell Centre-Sud

Conté 16 parròquies, entre les quals les de Castellar del Vallès, el centre de Sabadell i Sant Quirze del Vallès. També Badia del Vallès, Barberà del Vallès i la part sud de Sabadell. L'arxipreste és Mn. Josep Maria Cot del Valle.
- Sabadell Nord

Conté 10 parròquies, entre les quals les de Polinyà, la part nord de Sabadell i Sentmenat. L'arxipreste és Mn. Josep M. Oca Riaño.
- Granollers

Conté 17 parròquies, entre les quals les de Canovelles, les Franqueses del Vallès, Granollers, Montornès del Vallès, la Roca del Vallès, Vallromanes i Vilanova del Vallès. L'arxipreste és el pare Rodolf Puigdollers Noblom, escolapi.
- Montbui i Puiggraciós

Conté 11 parròquies, entre les quals les de l'Ametlla del Vallès, Bigues i Riells, Caldes de Montbui, la Garriga, Lliçà d'Amunt, Palau-solità i Plegamans i Santa Eulàlia de Ronçana. L'arxipreste és Mn. Xavier Blanco Castro.
- Mollet

Conté 9 parròquies: la Llagosta, Lliçà de Vall, Martorelles, Mollet del Vallès, Montmeló, Parets del Vallès, Sant Fost de Campsentelles, Santa Maria de Martorelles i Santa Perpètua de Mogoda. L'arxipreste és David Abadias Aurin.
- Montseny

Conté 25 parròquies, entre les quals les de Campins, Cànoves, Cardedeu, Fogars de Montclús, Gualba, Llinars del Vallès, Montseny, Sant Antoni de Vilamajor, Sant Celoni, Sant Esteve de Palautordera, Sant Pere de Vilamajor, Santa Maria de Palautordera, Vallgorguina i Vilalba Sasserra. L'arxipreste és Mn. Jordi Peña Sánchez.

## Cúria diocesana

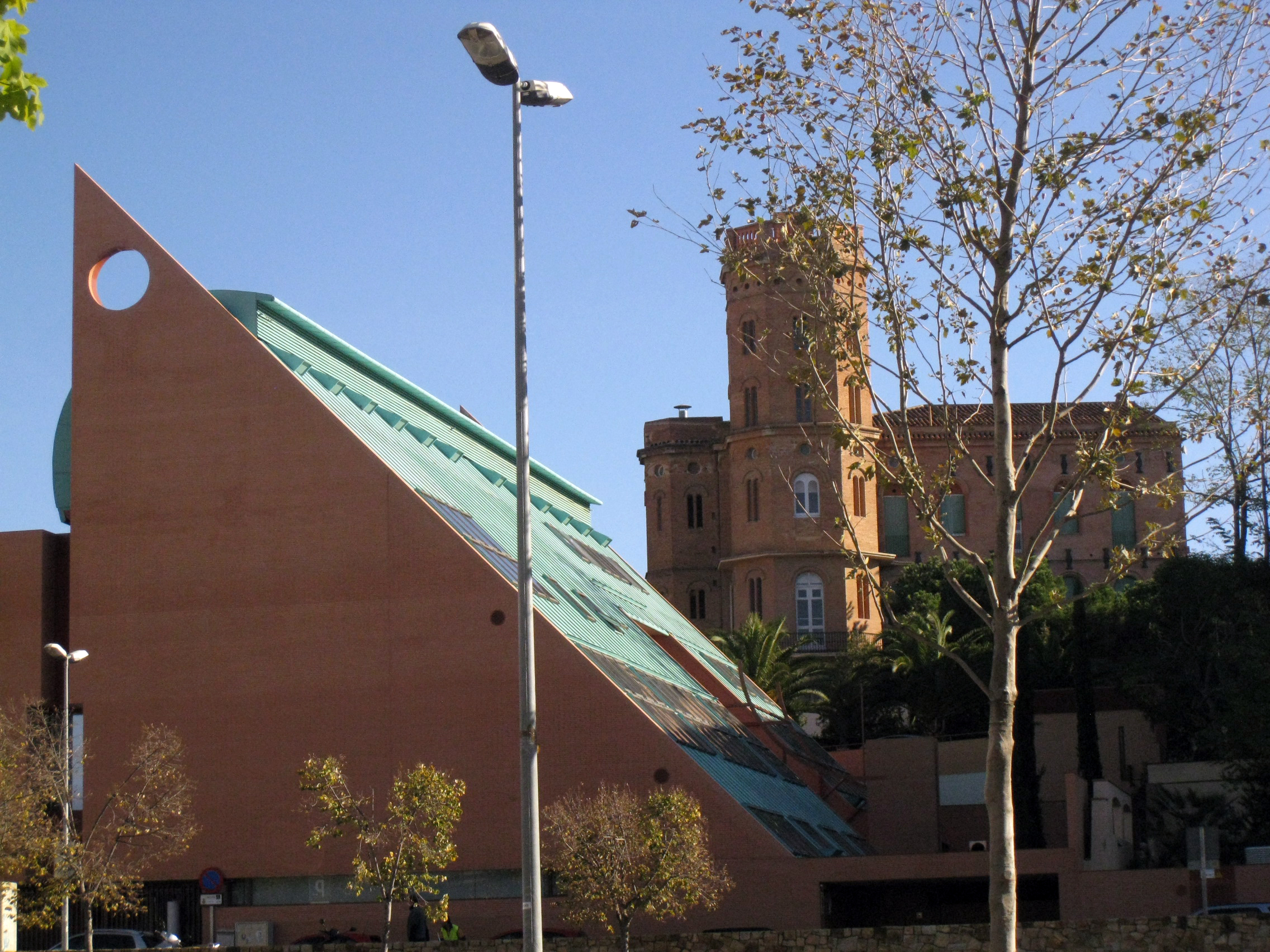
Bisbat de Terrassa, obra de l'arquitecte Jan Baca (2010), vora la Rambla d'Ègara

La cúria consta d'aquells organismes i persones que ajuden el Bisbe en el govern de tota la diòcesi sobretot en la direcció de l'activitat pastoral, en l'administració de la diòcesi i en l'exercici de la potestat judicial. La cúria de Terrassa es divideix en els òrgans següents de govern, òrgans consultius i delegacions.

### Òrgans de govern i de justícia
- Vicari general

Al vicari general, en virtut del seu ofici, li correspon en tota la diòcesi la potestat executiva que per dret pertoca al bisbe diocesà, és a dir, per a realitzar tots els actes administratius, excepte aquells que el bisbe s'hagi reservat o que per dret requereixen un mandat especial del bisbe.
El càrrec és ocupat actualment per Mn. Fidel Catalán Catalán.
- Vicaris episcopals

Per ajudar en el territori a l'ofici del bisbe i del vicari general, el bisbe pot nomenar vicaris episcopals que en la seva porció de terreny actuaran segons el dret. Actualment n'hi ha dos: Mn. Joan Carles Montserrat Pulido, vicari episcopal del Vallès Occidental, i Mn. Josep Monfort Mengod, vicari episcopal del Vallès Oriental.
- Secretaria general i cancelleria
  - Secretari general i canceller: Mn. Eduard Pire Mayol.
  - Adjunta a la Secretaria General: Sra. Roser Álvarez González.
  - Oficials de la Cúria: Francesc Xavier Aróztegui Trenchs i Mn. Manuel Coronado Portillo.

- Consell de govern

Aquest Consell, presidit pel bisbe diocesà, està format pels vicaris generals, els vicaris episcopals i el secretari general i canceller del Bisbat. És el bisbe qui, ajudat d'aquest Consell, pren les decisions necessàries per al bon funcionament de la vida diocesana.
- Tribunal eclesiàstic

El tribunal eclesiàstic s'encarrega de les causes que en el dret canònic necessiten resposta. Cada bisbe nomena un vicari judicial que l'ajuda en el tribunal. Actualment el vicari judicial és Mn. Joan Làzaro Padrós.

### Òrgans consultius
- Consell Presbiteral

És un grup de sacerdots, com si fos el senat del bisbe, i representa el presbiteri, amb la missió d'ajudar el bisbe en el govern de la diòcesi segons la norma del dret, per tal de proveir al màxim el bé pastoral de la porció del poble de Déu que li ha estat encomanada. La diòcesi de Terrassa va constituir el primer Consell Presbiteral el dia 3 de desembre del 2008. Regularment, ha estat renovat en els seus membres diverses vegades al llarg dels anys de la vida de la diòcesi. Actualment, en trobar-se la seu vacant, el Consell Presbiteral va ser destituït i les seves funcions les compleix el col·legi de consultors. Quan el nou bisbe de Terrassa prengui possessió, haurà de crear un nou Consell Presbiteral abans d'un any.
- Col·legi de Consultors

Entre els membres del Consell Presbiteral, el bisbe nomena lliurement alguns preveres que constitueixin durant cinc anys el Col·legi de Consultors, els quals tenen determinades funcions, segons el dret. No cessen en el càrrec si no es constitueix un nou Consell. El presideix el bisbe diocesà; quan la seu és vacant, aquell que provisionalment actua en lloc del bisbe o, si aquest ho hagués estat constituït, el prevere del Col·legi de Consultors més antic per la seva ordenació. Actualment, el Col·legi de Consultors està format per:
- Mons Salvador Cristau Coll, administrador diocesà.
- Llic. Fidel Catalan Catalan, vicari general.
- Mn. Joan Lázaro Padrós.
- Mn. Antoni Deulofeu González.
- Mn. Xavier Blanco Castro.
- Mn. Santiago Collell Aguirre

## Llista dels bisbes de Terrassa
|                    |      |                          |                       |                        | |       |  |
| Bisbes de Terrassa |      |                          |                       |                        | |       |  |
| N.º                | Foto | Bisbe                    | Des de                | Fins                   | Notes                                                                                              | Escut |  |
| I                  |      | Josep Àngel Saiz Meneses | 15 de juny del 2004   | 17 d'abril del 2021    | Nomenat arquebisbe de Sevilla                                                                      |       |  |
|                    |      | Salvador Cristau i Coll  | 15 de juny del 2021   | 3 de desembre del 2021 | Administrador diocesà. Bisbe titular d'Algesires i auxiliar de Terrassa. Nomenat bisbe de Terrassa |       |  |
| II                 |      | Salvador Cristau i Coll  | 3 de desembre de 2021 |                        | |       |  |